# Систематичний каталог
Системати́чний катало́г (СК) — бібліотечний каталог, в якому бібліографічні записи розташовуються за галузями знань у відповідності бібліотечно-бібліографічною класифікацією (ББК). 
Він розкриває зміст бібліотечного фонду за галузями знань та інформує читачів про те, які видання з того чи іншого питання є в бібліотеці. Інформаційно-пошуковою мовою систематичного каталогу, тобто основою для його побудови, є бібліотечна класифікація (ББК), згідно з якою здійснюється розподіл книг за галузями знань.